# 蘭道夫 (麻薩諸塞州)
蘭道夫（英語：Randolph）是一個位於美國麻薩諸塞州諾福克縣的城市。

## 人口
根據2020年美國人口普查的數據，蘭道夫的面積為27.20平方千米，當中陸地面積為26.10平方千米，而水域面積為1.10平方千米。當地共有人口34984人，而人口密度為每平方千米1,286人。